# Kanton Montaigu-de-Quercy
Kanton Montaigu-de-Quercy is een voormalig kanton van het Franse departement Tarn-et-Garonne. Kanton Montaigu-de-Quercy maakte deel uit van het arrondissement Castelsarrasin. Het werd opgeheven bij decreet van 27 februari 2014 met uitwerking op 22 maart 2015. Alle gemeenten werden opgenomen in het nieuwe kanton Pays de Serres Sud-Quercy.

## Gemeenten
Het kanton Montaigu-de-Quercy omvatte de volgende gemeenten:
- Belvèze
- Montaigu-de-Quercy (hoofdplaats)
- Roquecor
- Saint-Amans-du-Pech
- Saint-Beauzeil
- Valeilles